# Косцюшкі (гміна Осіна)
Косцюшкі (пол. Kościuszki, нім. Hindenburg) — село в Польщі, у гміні Осіна Голеньовського повіту Західнопоморського воєводства.
Населення — 306 осіб (2011).
У 1975-1998 роках село належало до Щецинського воєводства.

## Демографія
Демографічна структура станом на 31 березня 2011 року:
|          | Загалом | Допрацездатний вік | Працездатний вік | Постпрацездатний вік |
| -------- | ------- | ------------------ | ---------------- | -------------------- |
| Чоловіки | 162     | 46                 | 106              | 10                   |
| Жінки    | 144     | 31                 | 88               | 25                   |
| Разом    | 306     | 77                 | 194              | 35                   |